# 豬扒包

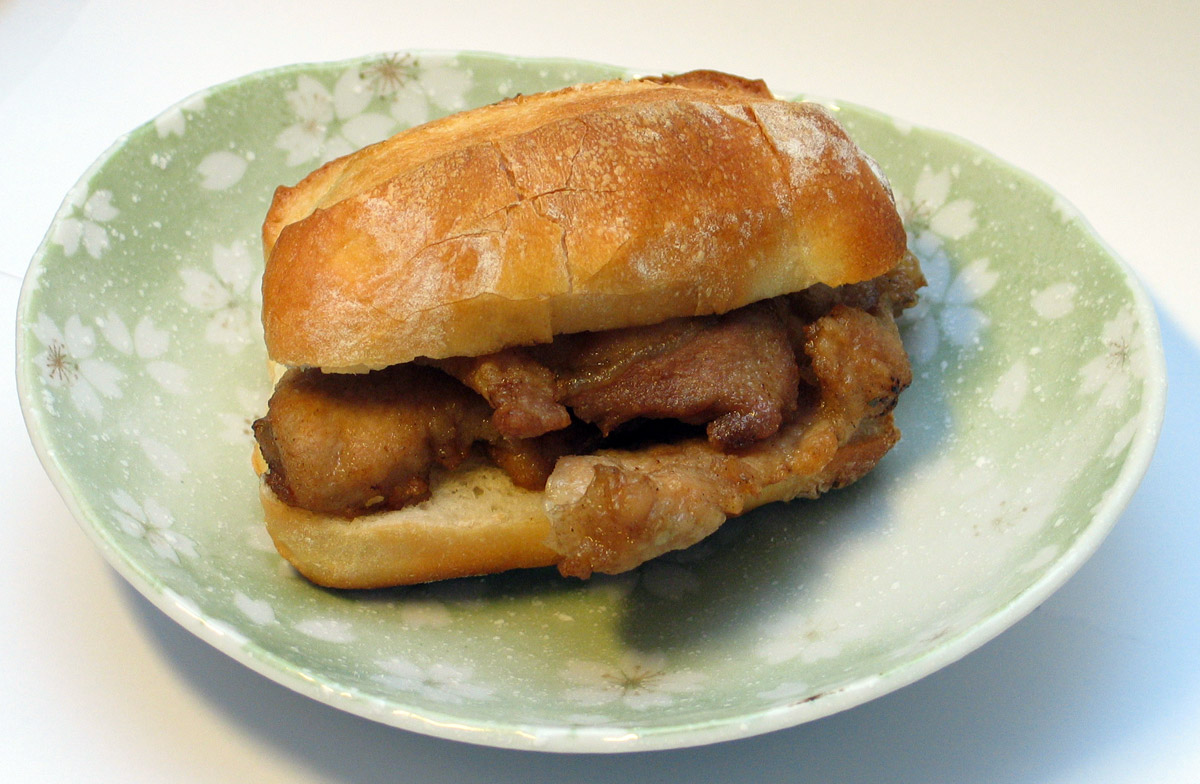
大利來記豬扒包

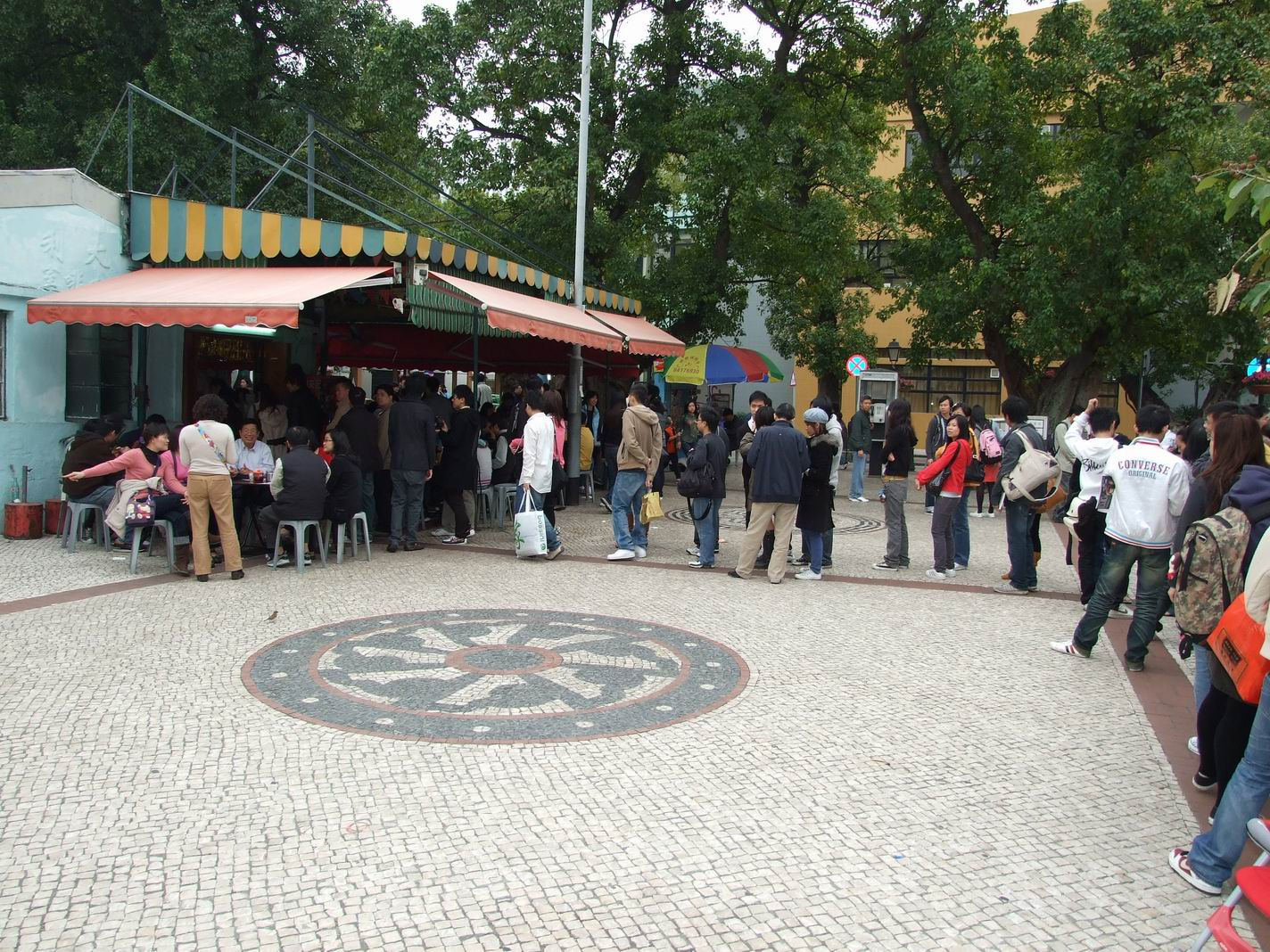
大利來記排隊的人龍

豬扒包是一種澳門十分著名的食品。是一個塗上的麵包（一般使用豬仔包）中夾著一塊豬排。豬排通常是煎熟或油炸，但亦有以水煮熟後再把表面煎香。豬扒包是澳門有名的小食，當中以位於氹仔的大利來記豬扒包最有名，大多茶餐厅都會有。
豬扒包於1990年代末期於澳門開始聞名。大利來記的豬扒包，每日下午三時出爐限量發售。不少遊客為一嘗豬扒包，都會提早於店舖前等候。

## 相冊

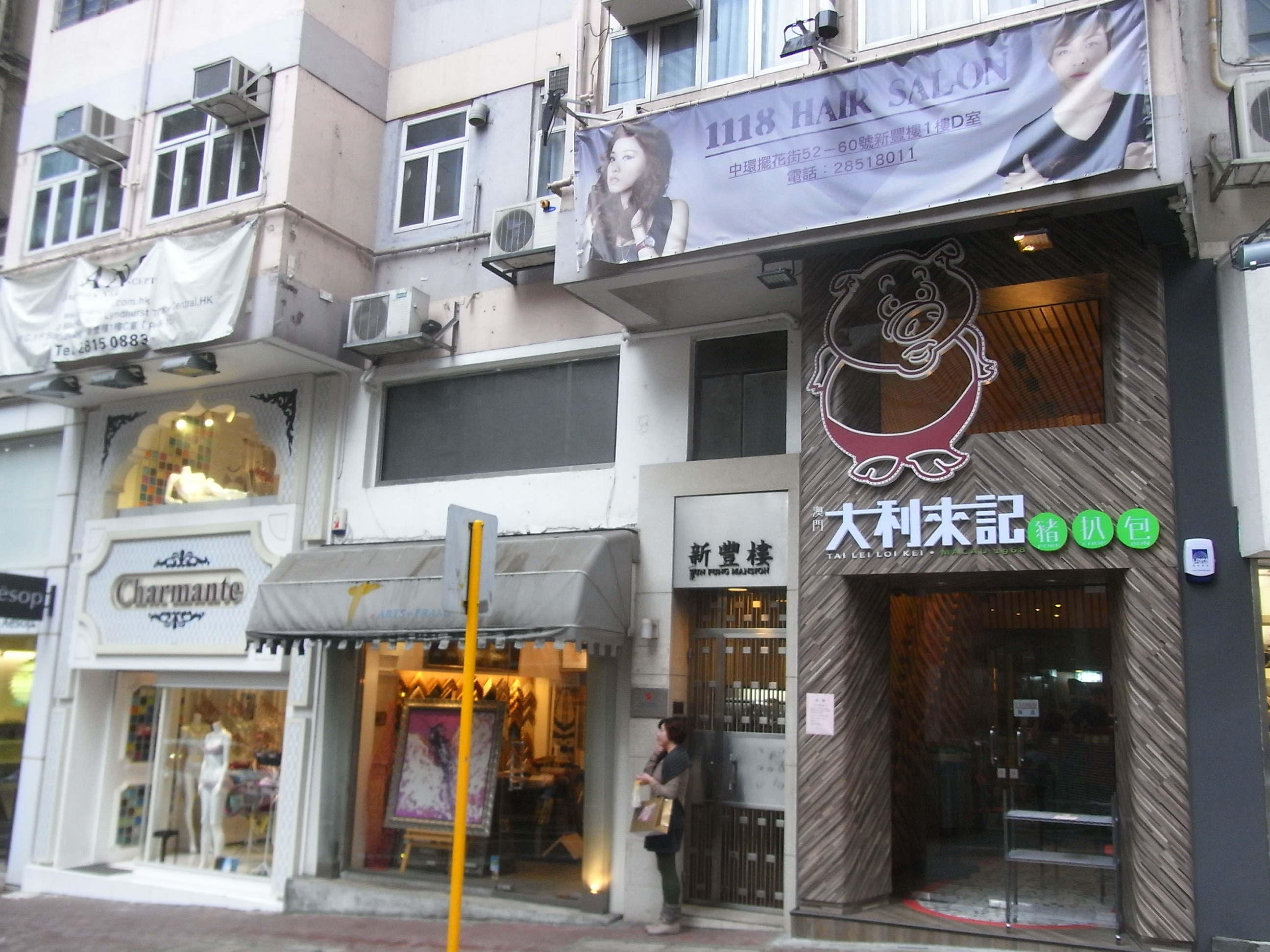
香港大利來記